# Orgellandschaft Brandenburg

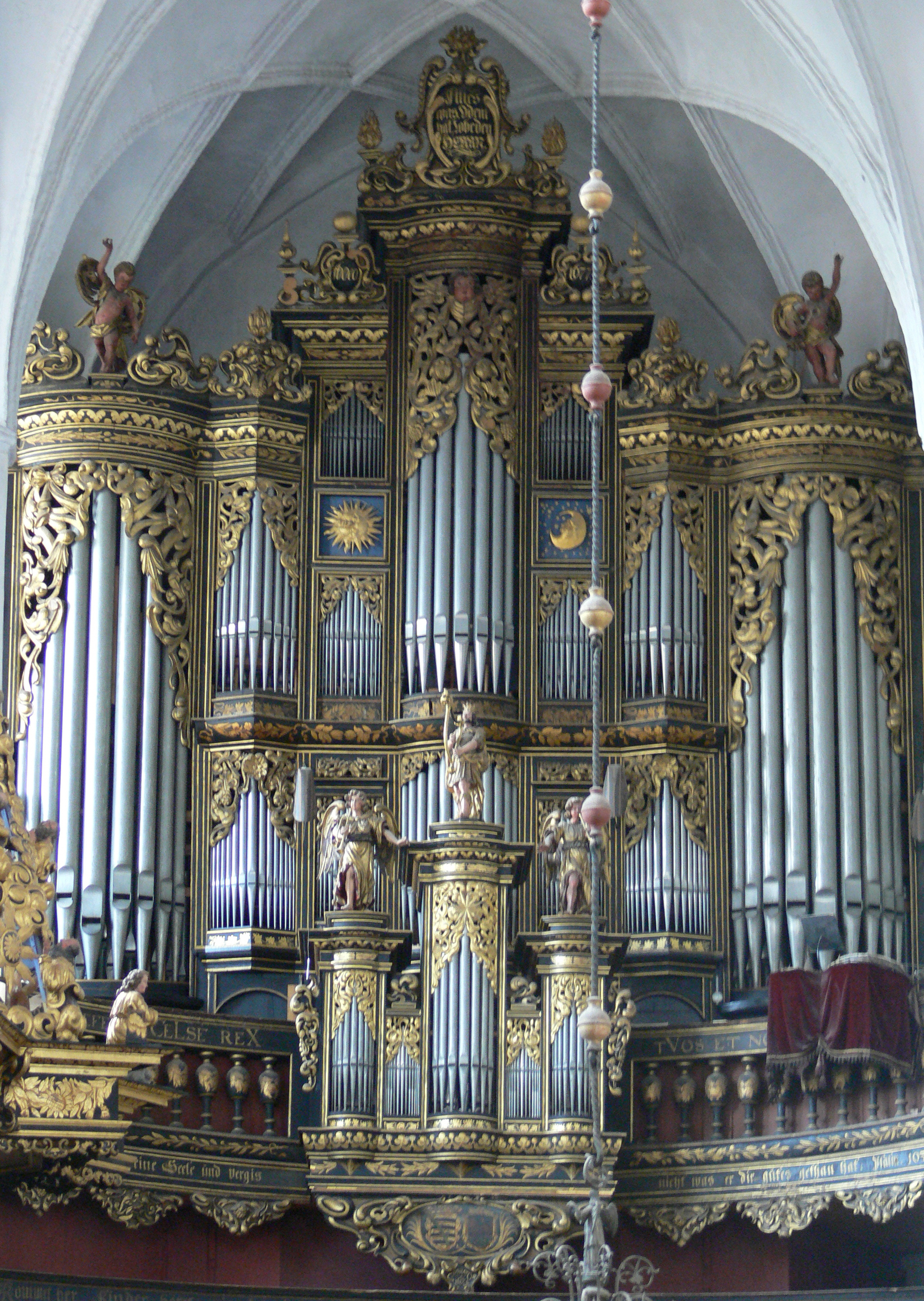
Donat-Orgel in Luckau von 1673

Die Orgellandschaft Brandenburg umfasst etwa 2000 Orgeln aus dem 17. bis 21. Jahrhundert.

## Territorium
Die Orgellandschaft umfasst die ehemalige Provinz Brandenburg, heute die Länder Brandenburg und Berlin. Dazu gehört die Niederlausitz, die erst 1815 von Sachsen an Preußen kam, sowie die Neumark, die seit 1945 größtenteils zu Polen gehört.

## Geschichte

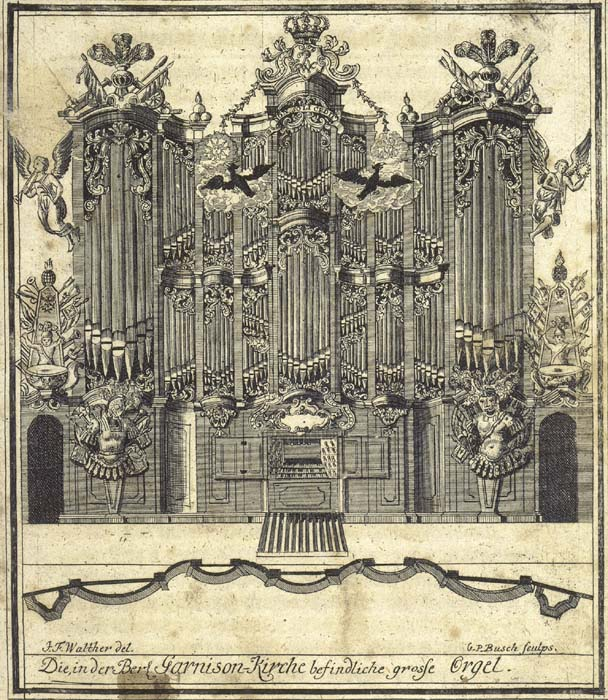
Orgel in der Garnisonkirche Berlin von Joachim Wagner, 1724–1726

Aus dem 14. Jahrhundert sind die ältesten Erwähnungen von Orgeln in Frankfurt (Oder) und Altlandsberg sowie Darstellungen in Fürstenwalde (und Havelberg) erhalten. Das älteste erhaltene Instrument eines brandenburgischen Orgelbauers Werner aus dieser Zeit ist in Stockholm als Gehäuse erhalten. Alle Stadtkirchen hatten im 15. Jahrhundert wahrscheinlich Orgeln.
Der berühmte norddeutsche Orgelbauer Arp Schnitger war Anfang des 18. Jahrhunderts einige Zeit in Berlin tätig. Er baute mehrere Orgeln und wurde 1708 zum königlichen Hoforgelbauer ernannt. Bald danach wandte er sich jedoch von Preußen wieder ab.
Sein Schüler Johann Michael Röder wirkte dann einige Jahre in der Mark.
Er wurde um 1720 von Joachim Wagner verdrängt, der in Berlin Orgeln auf höchstem Niveau schuf und mit Schnitger und seinem vermutlichen Lehrer Gottfried Silbermann verglichen werden konnte. Er prägte den märkischen Orgelbau über 30 Jahre lang und schuf über 50 Orgeln, von denen einige erhalten sind.
Seine Tradition setzten seine Schüler Gottlieb Scholtze in Neuruppin und Peter Migendt in Berlin fort. Dessen Mitarbeiter Ernst Marx wirkte dann in Berlin, ebenso Johann Simon Buchholz.
In der Niederlausitz, die zu dieser Zeit noch zu Sachsen gehörte, waren Carl Gotthold Claunigk und Johann George Gast die wichtigsten Orgelbauer.

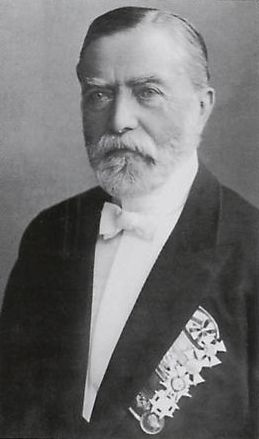
Wilhelm Sauer

Der bedeutendste märkische Orgelbauer des frühen 19. Jahrhunderts war Carl August Buchholz in Berlin. Daneben wirkten Ferdinand Dinse und seine Söhne, Gottlieb Heise in Potsdam, Friedrich Hermann Lütkemüller in der Prignitz, Friedrich Kienscherf in Eberswalde und weitere.
Wilhelm Sauer entwickelte sich seit 1859 zum produktivsten Orgelbauer in der Mark, der mehrere hundert Orgeln auch in angrenzenden Gebieten schuf. Alexander Schuke baute in Potsdam ebenfalls eine größere Produktion auf.
Im frühen 20. Jahrhundert wurden Orgeln in hoher Anzahl meist in industrieller Produktion hergestellt. Auch auswärtige Firmen wie Walcker, Steinmeyer und andere bauten in der Mark Brandenburg.
Nach 1945 entwickelten sich die Firmen Schuke und Sauer zu den größten der DDR. In den brandenburgischen Bezirken Potsdam, Frankfurt (Oder) und Cottbus sowie Berlin (Ost) wirkten außerdem Arno Voigt in Bad Liebenwerda, Karl Gerbig und nach ihm Ulrich Fahlberg in Eberswalde und Ludwig Glöckner in Berlin. Auch die Firmen Jehmlich aus Dresden und Eule aus Bautzen bauten Orgeln in Brandenburg.
In West-Berlin gründete Karl Schuke 1953 eine Werkstatt und wurde dort zum wichtigsten Orgelbauer, später war auch Roman Ilisch selbstständig tätig.
Nach 1990 wurden im neuen Land Brandenburg einige neue Orgeln unter anderen durch die einheimischen Firmen Schuke, Sauer und Voigt gebaut. Kleinere Unternehmen wie die Eberswalder Orgelbauwerkstatt, Christian Scheffler aus Waldsieversdorf und Mike Zuber aus Frankfurt (Oder) widmeten sich bald hauptsächlich der Restaurierung und Pflege de erhaltenen historischen Orgeln.

## Orgeln
In Brandenburg gibt es etwa 1500 Orgeln, in Berlin etwa 500.
Die historisch bedeutendste ist die Wagner-Orgel im Brandenburger Dom von 1725, die fast unverändert erhalten ist, weitere Orgeln von ihm stehen in Angermünde, Treuenbrietzen, Wusterhausen/Dosse und Jüterbog sowie an weiteren Orten. Das älteste in Teilen erhaltene Instrument in Brandenburg ist ein Positiv von Christoph Werner in der Nikolaikirche Jüterbog von 1657, ebenfalls teilweise erhalten ist die Orgel von Christoph Donat in Luckau von 1672. Die älteste erhaltene Orgel eines brandenburgischen Orgelbauers überhaupt steht in Övertorneå in Schweden von Paul Müller von 1609, das Orgelgehäuse eines Werner von Brandenburg von 1370 heute in Stockholm ist das älteste erhaltene überhaupt.
Die größte Orgel der Orgellandschaft steht im Berliner Dom von Wilhelm Sauer mit 112 Registern, die Theaterorgel Mighty Wurlitzer im Musikinstrumentenmuseum Berlin hat 145 Register.